# Victoria Spivey
Victoria Spivey est une chanteuse de blues américaine, née le 15 octobre 1906 à Houston, au Texas, morte le 3 octobre 1976 à New York. En 2020, elle est introduite au Blues Hall of Fame.

## Biographie
De son vrai nom Victoria Regina Spivey, elle est la fille de Grant Spivey et de sa femme, née Addie Smith.
Elle commence à chanter au sein de sa famille, puis des spectacles locaux, à Houston et à Dallas. Il lui arrive ainsi de chanter avec Blind Lemon Jefferson.
En 1926, elle s'installe à Saint-Louis (Missouri) et signe un contrat avec les disques Okeh où elle enregistre Black Snake Blues et Dirty Woman's Blues.
Elle rejoint RCA Records, puis enregistre pour d'autres firmes comme Vocalion et Decca.
En 1929, elle apparaît dans le film Hallelujah!, de King Vidor.
Elle se retire du métier en 1951 pour se consacrer au chant religieux. mais elle y revient en 1961 et sa carrière repart de plus belle. On la voit aux côtés de Willie Dixon, Otis Rush, Big Joe Turner, Roosevelt Sykes, Otis Spann…
En mars 1962, Bob Dylan l'accompagne à l'harmonica sur un de ses enregistrements, avec Big Joe Williams.
Elle meurt le 3 octobre 1976 à New York, d'une hémorragie interne.